# Campionat del Món de motocròs 1996
La temporada de 1996 del Campionat del Món de motocròs fou la 40a edició d'aquest campionat, organitzat per la FIM. El calendari oficial constava de 12 Grans Premis, celebrats entre el 31 de març i el 8 de setembre.

## Sistema de puntuació
Barem de puntuació del 1984 al 2000:
| Posició | 1  | 2  | 3  | 4  | 5  | 6  | 7 | 8 | 9 | 10 | 11 | 12 | 13 | 14 | 15 |
| Punts   | 20 | 17 | 15 | 13 | 11 | 10 | 9 | 8 | 7 | 6  | 5  | 4  | 3  | 2  | 1  |

## 500 cc

### Grans Premis
| Ronda | Data          | Gran Premi                       | Lloc            | 1a mànega       | 2a mànega       | Guanyador       |
| ----- | ------------- | -------------------------------- | --------------- | --------------- | --------------- | --------------- |
| 1     | 31 de març    | Gran Premi d'Itàlia              | Asti            | Shayne King     | Shayne King     | Shayne King     |
| 2     | 21 d'abril    | Gran Premi d'Àustria             | Schwanenstadt   | Rupert Walkner  | Darryl King     | Darryl King     |
| 3     | 5 de maig     | Gran Premi de França             | Plomion         | Joël Smets      | Shayne King     | Shayne King     |
| 4     | 12 de maig    | Gran Premi de Portugal           | Arganil         | Darryl King     | Shayne King     | Shayne King     |
| 5     | 2 de juny     | Gran Premi d'Eslovàquia          | Sverepec        | Joël Smets      | Joël Smets      | Joël Smets      |
| 6     | 16 de juny    | Gran Premi dels Països Baixos    | Berghem         | Leon Giesbers   | Leon Giesbers   | Leon Giesbers   |
| 7     | 30 de juny    | Gran Premi de la República Txeca | Kramolín        | Shayne King     | Joël Smets      | Shayne King     |
| 8     | 21 de juliol  | Gran Premi d'Irlanda             | Cork            | Jacky Martens   | Darryl King     | Shayne King     |
| 9     | 4 d'agost     | Gran Premi de Bèlgica            | Namur           | Jacky Martens   | Shayne King     | Shayne King     |
| 10    | 11 d'agost    | Gran Premi de Luxemburg          | Reil (Alemanya) | Bernd Eckenbach | Peter Johansson | Peter Johansson |
| 11    | 25 d'agost    | Gran Premi de Suècia             | Saxtorpsbanan   | Joël Smets      | Shayne King     | Jacky Martens   |
| 12    | 8 de setembre | Gran Premi d'Alemanya            | Gaildorf        | Pit Beirer      | Bernd Eckenbach | Peter Johansson |

### Classificació final
| Posició | Pilot           | Motocicleta | Punts |
| ------- | --------------- | ----------- | ----- |
| 1       | Shayne King     | KTM         | 344   |
| 2       | Joël Smets      | Husaberg    | 318   |
| 3       | Peter Johansson | Husqvarna   | 266   |
| 4       | Dietmar Lacher  | Honda       | 242   |
| 5       | Darryl King     | Honda       | 208   |
| 6       | Gert Van Doorn  | Honda       | 188   |
| 7       | Jacky Martens   | Husqvarna   | 160   |
| 8       | Danny Theybers  | Honda       | 145   |
| 9       | Rupert Walkner  | KTM         | 144   |
| 10      | Bernd Eckenbach | Kawasaki    | 111   |

## 250 cc

### Grans Premis
| Ronda | Data          | Gran Premi                    | Lloc                 | 1a mànega        | 2a mànega        | Guanyador        |
| ----- | ------------- | ----------------------------- | -------------------- | ---------------- | ---------------- | ---------------- |
| 1     | 24 de març    | Gran Premi d'Espanya          | Talavera de la Reina | Stefan Everts    | Stefan Everts    | Stefan Everts    |
| 2     | 31 de març    | Gran Premi dels Països Baixos | Valkenswaard         | Stefan Everts    | Stefan Everts    | Stefan Everts    |
| 3     | 14 d'abril    | Gran Premi d'Alemanya         | Teutschenthal        | Marnicq Bervoets | Tallon Vohland   | Marnicq Bervoets |
| 4     | 21 d'abril    | Gran Premi de Polònia         | Gdynia               | Marnicq Bervoets | Marnicq Bervoets | Marnicq Bervoets |
| 5     | 5 de maig     | Gran Premi d'Itàlia           | Màntua               | Marnicq Bervoets | Marnicq Bervoets | Marnicq Bervoets |
| 6     | 2 de juny     | Gran Premi de Suècia          | Tibro                | Marnicq Bervoets | Yves Demaria     | Marnicq Bervoets |
| 7     | 16 de juny    | Gran Premi de Finlàndia       | Heinola              | Marnicq Bervoets | Marnicq Bervoets | Marnicq Bervoets |
| 8     | 23 de juny    | Gran Premi de Gran Bretanya   | Foxhill              | Stefan Everts    | Stefan Everts    | Stefan Everts    |
| 9     | 14 de juliol  | Gran Premi del Brasil         | Belo Horizonte       | Stefan Everts    | Stefan Everts    | Stefan Everts    |
| 10    | 28 de juliol  | Gran Premi de San Marino      | Borgo Maggiore       | Andrea Bartolini | Yves Demaria     | Yves Demaria     |
| 11    | 4 d'agost     | Gran Premi de França          | Iffendic             | Stefan Everts    | Stefan Everts    | Stefan Everts    |
| 12    | 18 d'agost    | Gran Premi de Bèlgica         | Kester               | Stefan Everts    | Marnicq Bervoets | Tallon Vohland   |
| 13    | 1 de setembre | Gran Premi de Suïssa          | Roggenburg           | Stefan Everts    | Frédéric Bolley  | Frédéric Bolley  |

### Classificació final
| Posició | Pilot            | Motocicleta | Punts |
| ------- | ---------------- | ----------- | ----- |
| 1       | Stefan Everts    | Honda       | 390   |
| 2       | Marnicq Bervoets | Suzuki      | 381   |
| 3       | Tallon Vohland   | Kawasaki    | 346   |
| 4       | Yves Demaria     | Yamaha      | 253   |
| 5       | Frédéric Bolley  | Kawasaki    | 240   |
| 6       | Andrea Bartolini | Yamaha      | 230   |
| 7       | Pit Beirer       | Honda       | 194   |
| 8       | Werner Dewit     | Suzuki      | 180   |
| 9       | Joakim Karlsson  | Honda       | 172   |
| 10      | Pedro Tragter    | Suzuki      | 139   |

## 125 cc

### Grans Premis
| Ronda | Data         | Gran Premi                       | Lloc                 | 1a mànega          | 2a mànega          | Guanyador          |
| ----- | ------------ | -------------------------------- | -------------------- | ------------------ | ------------------ | ------------------ |
| 1     | 14 d'abril   | Gran Premi d'Itàlia              | Giavera del Montello | Massimo Bartolini  | Massimo Bartolini  | Massimo Bartolini  |
| 2     | 21 d'abril   | Gran Premi de Suïssa             | Payerne              | Sébastien Tortelli | Sébastien Tortelli | Sébastien Tortelli |
| 3     | 5 de maig    | Gran Premi d'Espanya             | Bellpuig             | Sébastien Tortelli | Frédéric Vialle    | Sébastien Tortelli |
| 4     | 12 de maig   | Gran Premi dels Països Baixos    | Lichtenvoorde        | Sébastien Tortelli | Erik Eggens        | Sébastien Tortelli |
| 5     | 19 de maig   | Gran Premi d'Hongria             | Kaposvár             | Sébastien Tortelli | Sébastien Tortelli | Sébastien Tortelli |
| 6     | 2 de juny    | Gran Premi d'Indonèsia           | Pugeran              | Frédéric Vialle    | Sébastien Tortelli | Sébastien Tortelli |
| 7     | 16 de juny   | Gran Premi de França             | Cussac               | Sébastien Tortelli | Sébastien Tortelli | Sébastien Tortelli |
| 8     | 23 de juny   | Gran Premi de Gran Bretanya      | Foxhill              | Sébastien Tortelli | Sébastien Tortelli | Sébastien Tortelli |
| 9     | 7 de juliol  | Gran Premi de Bèlgica            | Nismes               | Stefan Everts      | Luigi Seguy        | Luigi Seguy        |
| 10    | 14 de juliol | Gran Premi d'Eslovènia           | Orehova vas          | Sébastien Tortelli | Sébastien Tortelli | Sébastien Tortelli |
| 11    | 28 de juliol | Gran Premi de la República Txeca | Jinín                | Paul Malin         | Sébastien Tortelli | Sébastien Tortelli |
| 12    | 28 d'agost   | Gran Premi d'Alemanya            | Holzgerlingen        | Sébastien Tortelli | Sébastien Tortelli | Sébastien Tortelli |

### Classificació final
| Posició | Pilot                | Motocicleta | Punts |
| ------- | -------------------- | ----------- | ----- |
| 1       | Sébastien Tortelli   | Kawasaki    | 392   |
| 2       | Paul Malin           | Yamaha      | 283   |
| 3       | Frédéric Vialle      | Yamaha      | 276   |
| 4       | Luigi Séguy          | Kawasaki    | 203   |
| 5       | Michele Fanton       | Kawasaki    | 168   |
| 6       | Colin Dugmore        | Honda       | 158   |
| 7       | Alessandro Belometti | Honda       | 156   |
| 8       | Stéphane Roncada     | Honda       | 149   |
| 9       | Erik Camerlengo      | Yamaha      | 125   |
| 10      | Bob Moore            | Yamaha      | 121   |

## Resum: Podi final 1996
|           | 500 cc          | 500 cc    | 250 cc           | 250 cc   | 125 cc             | 125 cc   |
| Campió    | Shayne King     | KTM       | Stefan Everts    | Honda    | Sébastien Tortelli | Kawasaki |
| Subcampió | Joël Smets      | Husaberg  | Marnicq Bervoets | Suzuki   | Paul Malin         | Yamaha   |
| Tercer    | Peter Johansson | Husqvarna | Tallon Vohland   | Kawasaki | Frédéric Vialle    | Yamaha   |